# 切爾涅希納 (扎切皮利夫卡區)
49°16′51″N 35°5′27″E / 49.28083°N 35.09083°E
切爾內什奇納（烏克蘭語：Чернещина）是位於烏克蘭東部的村莊，由哈爾科夫州别列斯京区的扎切皮利夫卡市鎮負責管轄。該村始建於1750年，面積3.69平方公里，海拔高度88米，2001年人口950，人口密度每平方公里257.45人。